# 凱庫巴德二世
凱庫巴德二世（阿拉伯語、波斯語：علا الدين كيقبادان بن كيخسرو、Alā al-Dīn Kayqubād bin Kaykhusraw，土耳其語：Alaeddin Keykubad）是魯姆蘇丹國蘇丹凱霍斯魯二世三名兒子裡最年幼的一名。作為蘇丹愛妻居爾居·哈頓的兒子，凱庫巴德二世被指為儲君。凱庫巴德二世體質虛弱，在1246年父親逝世時年僅七歲。
維齊爾沙姆斯丁·伊斯法哈尼（Shams al-Din al-Isfahani）為了在蒙古人的威脅下維護塞爾柱人在安那托利亞的主權，同時將凱庫巴德二世及他的兩名哥哥凱考斯二世及基利傑阿爾斯蘭四世放上王位。
1254年，蒙古人傳召十九歲的凱考斯二世會見可汗蒙哥。三兄弟在開塞利商討後決定讓凱庫巴德二世代替凱考斯二世前往晉見可汗。前往哈拉和林的路途艱辛，凱庫巴德二世將行程延遲到1256年。他看到拜住聚集騎兵準備移入安那托利亞，他通知哥哥們要滿足蒙古人的需求。凱庫巴德二世被發現死在路上。阽同凱庫巴德二世出使的巴巴·圖厄拉伊被指控殺害凱庫巴德二世，但最終不了了之。凱庫巴德二世被葬在安那托利亞與哈拉和林之間的荒野。